# Trung Hoa Dân Quốc trong chiến tranh Việt Nam
Trung Hoa Dân Quốc (Đài Loan), thường được gọi là Quốc Dân Đảng Trung Quốc ủng hộ miền Nam Việt Nam (Việt Nam Cộng Hòa) trong chiến tranh Việt Nam. Cả hai đều là các quốc gia châu Á chống cộng chiến đấu chống lại các chế độ cộng sản đối địch, Cộng hòa Nhân dân Trung Hoa ở tại đại lục và Bắc Việt Nam (Việt Nam Dân chủ Cộng hòa).
Từ tháng 11 năm 1967, Trung Hoa Dân Quốc đã bí mật điều hành một đội vận tải hàng hóa để hỗ trợ Hoa Kỳ và ROV. Nó dựa trên sự hình thành hiện có của phi đội 34 của Không quân ROC. Sức mạnh của đơn vị bao gồm hai máy bay chở hàng, bảy sĩ quan bay và hai thợ máy, mặc dù số lượng nhân viên quân sự cao hơn đã tham gia thông qua luân chuyển. Nó được giao nhiệm vụ vận chuyển hàng không, airdrop và trinh sát điện tử. Khoảng 25 thành viên của đơn vị đã thiệt mạng, trong đó có 17 phi công và phi công phụ, và ba máy bay bị mất. Sự tham gia của ROC khác tại Việt Nam bao gồm một trạm nghe bí mật, các đội trinh sát và đột kích đặc biệt, cố vấn quân sự và các hoạt động hàng không dân sự (chi phí thêm hai máy bay do tên lửa AA do Việt Nam vận hành).
Trung Hoa Dân Quốc cũng cung cấp các đơn vị huấn luyện quân sự cho các đơn vị lặn Nam Việt Nam. Các đơn vị được đào tạo ROC cuối cùng sẽ trở thành đơn vị Liên Đội Người Nhái (LDMN) hoặc Frogman bằng tiếng Anh. Ngoài các huấn luyện viên lặn còn có hàng trăm nhân viên quân sự. Các chỉ huy quân sự từ Trung Hoa Dân Quốc đã bị quân đội cộng sản bắt ba lần, vào ngày 16 tháng 7 năm 1961 tháng 7 năm 1963 và một lần nữa vào ngày 23 tháng 10 năm 1963, cố gắng xâm nhập miền Bắc Việt Nam.
Đảo Đài Loan là một địa điểm R&R phổ biến cho các thành viên nghĩa vụ quân sự Hoa Kỳ.